# يو إي بي سيستيمز
يو إي بي سيستيمز (بالإنجليزية:UEP Systems) شركة يابانية متخصصة في تطوير ألعاب الفيديو تأسست 1985 وإغلقت عام 2001 وكان مقرها في العاصمة اليابانية طوكيو.

## ألعاب قامت بتطويرها
- كول بوردرز 2. (1997)

## روابط خارجية
- الموقع الرسمي على أرشيف الإنترنت